# Ivan Ignatyevich Yakubovsky
Ivan Ignatyevich Yakubovsky (tiếng Nga: Ива́н Игна́тьевич Якубо́вский; 7 tháng 1 năm 1912  – 30 tháng 11 năm 1976) là một Nguyên soái Liên Xô, hai lần Anh hùng Liên Xô. Ông từng giữ chức Tổng Tư lệnh Liên quân Khối Warszawa từ năm 1967 đến 1976.

## Cuộc đời

### Thiếu thời
Ông là con thứ sáu của một gia đình nông dân người Belarus ở Mogilev của Đế quốc Nga (nay thuộc Belarus). Thuở nhỏ, ông được đi học và tốt nghiệp trường làng. Từ năm 1930, ông làm thư ký cho hội đồng làng Makaryevsky, sau đó tại một nhà máy. Ông tốt nghiệp hai khóa học tại Trường Orsha năm 1932.

### Binh nghiệp

#### Trước chiến tranh
Sau khi nhập ngũ vào Hồng quân năm 1932, ông tốt nghiệp Trường quân sự Mikhail Kalinin ở Minsk năm 1934, giữ vị trí chỉ huy trung đội huấn luyện trong Sư đoàn súng trường đỏ Omsk thứ 27 (Vitebsk).
Năm 1935, ông tốt nghiệp các khóa huấn luyện ở Leningrad, trước khi phục vụ trong Quân khu Belorussia với tư cách là trung đội trưởng, chỉ huy đại đội, tiểu đoàn trưởng và chỉ huy tiểu đoàn của các đơn vị thiết giáp khác nhau. Ông chỉ huy một đại đội xe tăng trong chiến dịch Ba Lan năm 1939, cũng như tham chiếm trong Chiến tranh Mùa đông 1939-1940.

#### Chiến tranh Vệ quốc vĩ đại
Yakubovsky tham gia cuộc chiến vào những ngày đầu ở biên giới phía Tây với tư cách là chỉ huy của một tiểu đoàn xe tăng, chiến đấu anh dũng trong các trận chiến phòng thủ khó khăn nhất ở Belarus. Đơn vị của ông là một trong những đơn vị bảo vệ cuối cùng của thành phố Minsk trước khi quân Đức chiếm được thành phố. Tháng 1 năm 1942, ông chỉ huy một trung đoàn xe tăng ở mặt trận phía tây của Liên Xô, trở thành Phó chỉ huy trưởng (tháng 1 năm 1942) rồi Chỉ huy trưởng (tháng 3 năm 1942) của Lữ đoàn Xe tăng 91 và tham gia vào cuộc tấn công của Barvinkivske-Lozova. Ông nổi bật trong các trận chiến phòng thủ ở Donets Basin vào mùa hè năm 1942 và trong các giai đoạn phòng thủ và tấn công của trận Stalingrad, chiến đấu trên các phương diện quân Nam, Tây Nam, Stalingrad và Sông Don và được thăng lên cấp đại tá vào ngày 30 tháng 11 năm 1942.
Mùa xuân năm 1943, lữ đoàn được chuyển đến Phương diện quân Trung Tâm, chiến đấu trong đội hình của Tập đoàn quân xe tăng Cận vệ 3 cho đến ngày chiến thắng. Ông đã chỉ huy lữ đoàn chiến đấu anh dũng trong đội hình các phương diện quân Voronezh, Bryansk, Trung Tâm, Ukraina 1, trong các chiến dịch Kursk ở vùng Oryol, sông Dniepr, giải phóng Kiev và Fastiv. Do thành tích chỉ huy đơn vị tiêu diệt 30 xe tăng địch chỉ trong một ngày tại Fastiv, Yakubovsky đã được trao tặng danh hiệu Anh hùng Liên Xô.
Mùa xuân năm 1944, ông đã chỉ huy lữ đoàn xe tăng của mình tác chiến thành công trong cuộc tấn công Proskurovo-Chernivtsi. Tháng 6 năm 1944, ông trở thành phó chỉ huy của Quân đoàn xe tăng Cận vệ 6 trong Tập đoàn quân xe tăng Cận vệ 3. Ông tham chiến trong chiến dịch Lvov–Sandomierz, các trận chiến bảo vệ và mở rộng đầu cầu Sandomierz, trong chiến dịch Wisla-Oder vào tháng 1 năm 1945. Trong các chiến dịch này, ông chỉ huy các đơn vị ưu tú đối đầu với các đơn vị xe tăng Đức. Do thành tích trong chiến dịch Lvov-Sandomierz, ông một lần nữa được trao tặng Anh hùng Liên Xô, theo sắc lệnh ngày 23 tháng 9 năm 1944. Từ tháng 4 năm 1945, ông là phó chỉ huy của Quân đoàn xe tăng Cận vệ 7 thuộc Tập đoàn quân đoàn xe tăng Cận vệ 3, tham gia các chiến dịch Berlin và Praha và được phong hàm Thiếu tướng Binh chủng xe tăng vào ngày 20 tháng 4 năm 1945.

#### Chiến tranh lạnh

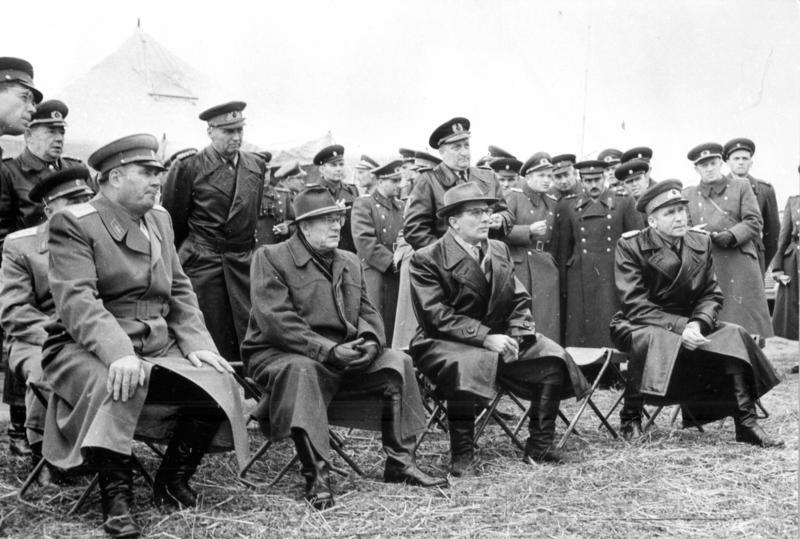
Yakubovsky, ngoài cùng bên trái, với các chính khách và sĩ quan Đông Đức, 1960.

Sau chiến tranh, ông tiếp tục giữ chức phó chỉ huy quân đoàn xe tăng trong Quân khu Leningrad. Năm 1948, ông tốt nghiệp Học viện Bộ Tổng tham mưu. Tháng 3 năm 1948, ông trở thành Tư lệnh Sư đoàn Thiết giáp trong Quân khu Belorussia, sau đó vào tháng 4 năm 1952 trở thành chỉ huy của các lực lượng thiết giáp và cơ giới trong Quân khu Carpat. Ông được thăng lên Trung tướng Binh chủng xe tăng ngày 3 tháng 5 năm 1953. Ông cũng được điều động làm ông chỉ huy một tập đoàn quân xe tăng (tháng 12 năm 1953 đến tháng 4 năm 1957) sau đó là một tập đoàn quân cơ giới (từ tháng 4 năm 1957).
Tháng 7 năm 1957, ông trở thành Phó Tư lệnh thứ nhất của Cụm binh đoàn Liên Xô tại Đức, sau đó được thăng Thượng tướng vào ngày 18 tháng 8 năm 1958. Tháng 4 năm 1960, ông được bổ nhiệm làm Tư lệnh Cụm binh đoàn Liên Xô tại Đức, đang ở trong cuộc Khủng hoảng Berlin 1961, khi mối đe dọa xung đột vũ trang ở châu Âu leo thang đột ngột. Trong cuộc khủng hoảng, vào tháng 8 năm 1961, Ivan Konev, Tổng Tư lệnh Lực lượng Liên Xô tại Đức, được thăng hàm Nguyên soái Liên Xô và Yakubovsky được chuyển sang chức vụ Phó tổng Tư lệnh thứ nhất, trong khi tiếp tục quản lý các hoạt động hàng ngày của Cụm binh đoàn Liên Xô tại Đức. Sau khi ổn định tình hình vào tháng 4 năm 1962, tướng Yakubovsky một lần nữa trở lại chức vụ Tư lệnh Cụm binh đoàn Liên Xô tại Đức. Tháng 1 năm 1965, ông trở thành Tư lệnh Quân khu Kiev.
Ngày 12 tháng 4 năm 1967, ông được bổ nhiệm làm Thứ trưởng thứ nhất Bộ Quốc phòng của Liên Xô (đồng thời với việc bổ nhiệm Andrei Grechko làm Bộ trưởng Bộ Quốc phòng) và được phong hàm Nguyên soái Liên Xô, trong khi từ tháng 7 năm đó, ông tiếp tục giữ chức vụ chỉ huy tối cao của lực lượng liên quân của Khối Warszawa.

## Giải thưởng
Liên Xô
- Anh hùng Liên Xô 2 lần (10 tháng 1 năm 1944, 23 tháng 9 năm 1944)
- Huân chương Lenin 4 lần (10 tháng 1 năm 1944, 6 tháng 1 năm 1962, 22 tháng 2 năm 1968, 6 tháng 1 năm 1972)
- Huân chương Cờ đỏ 4 lần (21 tháng 7 năm 1942, 14 tháng 2 năm 1943, 30 tháng 8 năm 1944, 21 tháng 8 năm 1953)
- Huân chương Suvorov, hạng Nhì, 2 lần (6 tháng 4 năm 1945, 31 tháng 5 năm 1945)
- Huân chương Chiến tranh ái quốc, hạng Nhất (21 tháng 8 năm 1943)
- Huân chương Sao đỏ (6 tháng 11 năm 1947)

Nước ngoài
- Anh hùng Cộng hòa xã hội chủ nghĩa Tiệp Khắc (28 tháng 4 năm 1970)
- Huân chương Klement Gottwald (Tiệp Khắc)
- Huân chương Karl Marx (Đông Đức, 1970)
- Thánh giá Grunwald, hạng 1 (Ba Lan)
- Chỉ huy với Ngôi sao của Dòng Polonia Restituta (Ba Lan)

## Lược sử quân hàm
- Trung úy (cuối 1935)
- Thượng úy (1939);
- Đại úy (23.12.1940);
- Thiếu tá (12.1941);
- Trung tá (27.03.1942);
- Đại tá (30.12.1942);
- Thiếu tướng xe tăng (20.04.1945);
- Trung tướng xe tăng (3.05.1953);
- Thượng tướng (18.08.1958);
- Đại tướng (27.04.1962);
- Nguyên soái Liên Xô (12.04.1967).

## Kỷ niệm
Trường cao đẳng kỹ thuật xe tăng Kiev được đặt theo tên ông vào năm 1977 và đường phố đã được đặt theo tên ông ở Kiev, Minsk, Fastiv và nơi sinh của ông là Gorki.

## Hồi ký
- Земля гне (Trái đất bốc cháy); Moskva, 1975;
- За прочный мир на земле (Vì một nền hòa bình lâu dài trên trái đất) Moskva, 1975